# Gornja Obreška
Gornja Obreška is een plaats in de gemeente Kloštar Ivanić in de Kroatische provincie Zagreb. De plaats telt 106 inwoners (2001).